# Melipona rufiventris
Melipona rufiventris, comúnmente conocida en Brasil como tujuba, es una especie de abeja eusocial sin aguijón de la familia Apidae y la tribu Meliponini. Es endémica de Brasil.

## Estudios
Un estudio farmacológico publicado en 2024 en la revista Chemistry & Biodiversity analizó las propiedades del extracto etanólico de propóleo (EEP) de Melipona rufiventris. Los experimentos in vitro demonstraron que posee propiedades antimicrobianas, antioxidantes y antiinflamatorias, así como su capacidad para actuar en conjunto con fármacos antimicrobianos. El propóleo de M. rufiventris contiene principalmente polifenoles, en particular los flavonoides naringenina y luteolina.